# Masato Ōtake
Masato Ōtake (jap. 大嶽 真人, Ōtake Masato; * 31. August 1971 in der Präfektur Shizuoka) ist ein ehemaliger japanischer Fußballspieler.

## Karriere
Ōtake erlernte das Fußballspielen in der Schulmannschaft der Tokai University Daiichi High School und der Universitätsmannschaft der Juntendo-Universität. Seinen ersten Vertrag unterschrieb er 1994 bei Cerezo Osaka. Der Verein spielte in der zweithöchsten Liga des Landes, der Japan Football League. 1994 wurde er mit dem Verein Meister der Japan Football League und stieg in die J1 League auf. 1994 erreichte er das Finale des Kaiserpokals. Ende 1996 beendete er seine Karriere als Fußballspieler.

## Erfolge
Cerezo Osaka
- Kaiserpokal

Finalist: 1994